# 먹이 (영화)
먹이(Prey)는 남아프리카 공화국에서 제작된 다렐 루트 감독의 2007년 모험, 공포, 스릴러 영화이다. 브리짓 모이나한 등이 주연으로 출연하였고 아낸트 싱 등이 제작에 참여하였다.

## 출연

### 주연
- 브리짓 모이나한
- 피터 웰러

### 조연
- 칼리 스크로이더
- 제이미 바트렛

## 제작진
- 미술: 티안 반 톤더
- 배역: 팜 딕슨